# 羅斯博登施托克山
46°38′07″N 8°39′03″E / 46.635217°N 8.650954°E

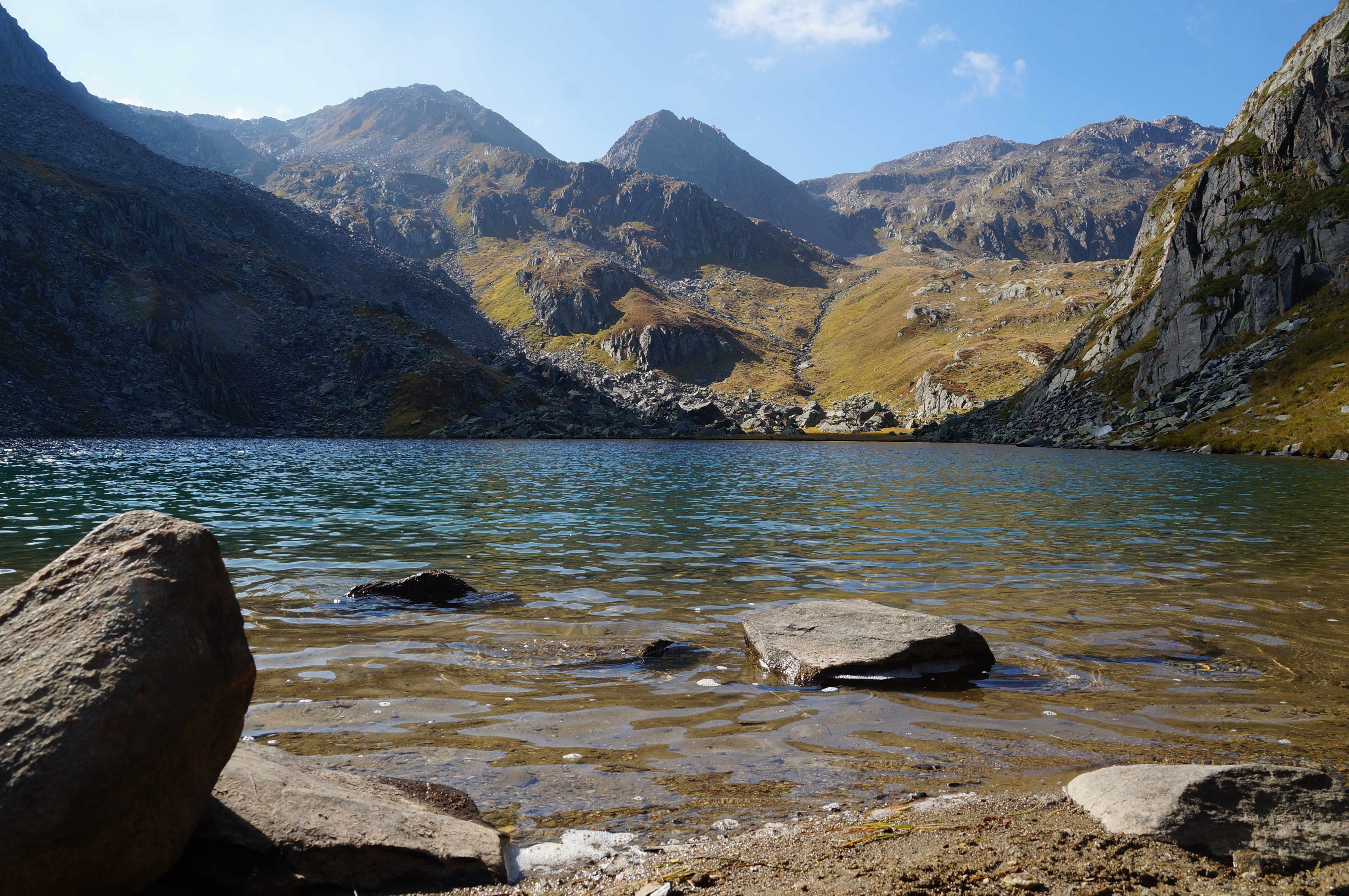

羅斯博登施托克山（Rossbodenstock），是瑞士的山峰，位於該國東南部，處於烏里州和格勞賓登州接壤的邊界，屬於哥達山的一部分，海拔高度2,836米，每年平均降雨量2,385毫米。